# IC 5043
IC 5043 је спирална галаксија у сазвјежђу Индијанац која се налази на листи објеката дубоког неба у Индекс каталогу.
Деклинација објекта је - 56° 59' 1" а ректасцензија 20h 46m 38,4s. Привидна величина (магнитуда) објекта IC 5043 износи 15,6 а фотографска магнитуда 16,4. IC 5043 је још познат и под ознакама ESO 187-14, ""little CrB"" 3' p, PGC 65355.